# Марко Розе
Вижте пояснителната страница за други личности с името Розе.
Марко Розе (на немски: Marko Rose) е бивш немски футболист и настоящ старши треньор.

## Кариера

### Кариера на футболист
Кариерата му на футболист не е особено запомняща се и преминава през долните немски дивизии.

### Кариера като треньор
Между 2013 и 2017 година работи в ДЮШ на Ред Бул Залцбург. От 2017 г. води първия тим.